# Virginia Dementricia
Virginia Dementricia , född 1842, död efter 1861, var en arubansk slav. Hon är känd för sina upprorshandlingar mot slaveriet 1859-60. Slaveriet på Aruba upphävdes 1863. Hon är blivit en symbol för frihetskampen mot slaveriet på Aruba.